# Nguyễn Mẫn Đốc
Nguyễn Mẫn Đốc (1492 - 1522) là thị thư viện Hàn lâm thời Lê sơ, đỗ bảng nhãn năm 1518.

## Thân thế
Nguyễn Mẫn Đốc sinh năm 1492, là người làng Xuân Lũng (làng Dòng), huyện Sơn Vi, nay thuộc xã Xuân Lũng, huyện Lâm Thao, tỉnh Phú Thọ. Ông là con của Lại bộ tả thị lang Nguyễn Doãn Cung, có nguồn cho là Nguyễn Khắc Cung. Ông nội của Nguyễn Mẫn Đốc là người làng Đông Hống - huyện Tứ Kỳ - phủ Hạ Hồng - Hải Dương. Anh rể của Nguyễn Mẫn Đốc là Nại hiên tiên sinh Nguyễn Hãng. 

## Sự nghiệp
Ông đậu bảng nhãn khoa Mậu Dần năm Quang Thiệu thứ 3 (1518) vào lúc 21 hoặc 27 tuổi. Ông làm quan đến chức thị thư viện Hàn lâm.
Về sau Nguyễn Mẫn Đốc cùng thầy học là Vũ Duệ theo Lê Chiêu Tông chạy ra Thanh Hoa. Khi không thể thoát được, Nguyễn Mẫn Đốc cùng Vũ Duệ và một số người khác bái lạy trước lăng Lê Thái Tổ rồi tự vẫn ngày 22 tháng 2 âm lịch năm 1522 (lúc 31 tuổi).

## Vinh danh và tưởng nhớ
Đến thời Lê trung hưng, ông được  Ông đã nhiều lần được nhà Lê và Nguyễn ban sắc phong, truy phong Tiết Nghĩa Đại vương, thụy Nhã Lượng. Nguyễn Mẫn Đốc còn được phong làm thành hoàng làng Xuân Lũng.
Đến năm 1667, Lê Huyền Tông cho lập Tiết Nghĩa Từ ở quê của Nguyễn Mẫn Đốc để tưởng nhớ công lao của ông. Tiết Nghĩa Từ đã được xếp hạng là Di tích lịch sử - văn hóa cấp Quốc gia bởi Bộ Văn hóa, Thể thao và Du lịch vào ngày 28 tháng 1 năm 2015 theo Quyết định số 226/QĐ-BVHTTDL, lễ đón nhận bằng xếp hạng được tổ chức tại Xuân Lũng lúc 8 giờ ngày 10 tháng 4 năm 2015.
Lễ hội tưởng nhớ Nguyễn Mẫn Đốc được tổ chức vào ngày 22 tháng 2 âm lịch hằng năm bởi dân ở Xuân Lũng và con cháu thuộc dòng họ.
Thành phố Việt Trì và thị trấn Lâm Thao đều có một con phố mang tên Nguyễn Mẫn Đốc.

## Nhận định
Phan Huy Chú có viết một mục về ông tại phần "Bề tôi tiết nghĩa" trong Lịch triều hiến chương loại chí, ở phần "Nhân vật chí".